# Фелью, Висенте
Висе́нте Фелью́ Мира́нда (исп. Vicente Feliú Miranda, 11 ноября 1947, Гавана — 17 декабря 2021, там же) — кубинский музыкант, гитарист, поэт и певец.
Начал писать песни в 1964 году. В 1960-е годы среди кубинской молодёжи зародилось новое творческое движение, связанное с идеалами и буднями Кубинской революции, которое к 1972 году оформилось как движение «Новая Трова». Фелью стал одним из его лидеров.
В разные годы выступал вместе с такими музыкантами, как Сильвио Родригес и Пабло Миланес (Куба), Исабель Парра и Инти-Иллимани (Чили), Луис Эдуардо Ауте (Испания), Мерседес Соса (Аргентина), Пит Сигер (США). Сочинял музыку для театра, телевидения и спектаклей.
В последнее время руководил культурным центром Canto de Todos.

## Дискография
- Créeme (1978)
- No sé quedarme (1985)
- Artepoética (1990)
- Aurora (1995)
- Ansias del alba (1997, вместе с Сантьяго Фелью)
- Guevarianas (1997)
- Colibrí (2000)